# Гемофілія
Гемофілі́я (від дав.-гр. αἷμα — «кров» та дав.-гр. φιλία — «любов») — орфанне захворювання, за якого кров втрачає здатність нормально зсідатися, оскільки в ній циркулює недостатньо згортаючих білків (факторів зсідання крові). Таким чином, у хворих на гемофілію навіть незначна травма із кровотечею здатна призвести до втрати великого об'єму крові. Ще серйознішою проблемою для здоров'я таких хворих вважаються внутрішні кровотечі, особливо в суглобах колін, щиколоток і ліктів. Внутрішні кровотечі можуть пошкоджувати будь-які органи та тканини й загрожувати життю хворого на гемофілію: зростає небезпека загибелі від крововиливу в мозок та інші життєво важливі органи. Пацієнтам із важкими формами гемофілії також загрожує інвалідизація внаслідок частих крововиливів у суглоби (гемартрозів).

## Походження терміна
Власне, назву Гемофілія дослівно перекладають як «любити кров», проте, тут має місце фонетична схожість деяких слів грецької мови, зокрема слово походить від haima грец. αἷμα, що означає кров, кровопролиття, потоки крові, а philia грец. φιλία означає любов — отже «любить виливатись».

## Причини та класифікація
Гемофілія, невиліковне генетичне захворювання, пов'язане з порушенням коагуляції, найчастіше виникає внаслідок мутації одного з генів, зазвичай розташованих на X-хромосомі. Розрізняють в основному три типи гемофілії (A, B, C).
- Гемофілія А, спричинена дефіцитом фактора зсідання крові VIII (так звана класична гемофілія).
- Гемофілія B (Хвороба Крістмаса) зумовлена різними видами дефіциту фактора зсідання крові IX.
- Гемофілія C (хвороба Розенталя) пов'язана з різновидами дефіциту фактора зсідання крові XI, зустрічається здебільшого в ашкеназі[5].
- Гемофілія D[6]

Також виокремлюють ще один, дуже рідкісний, різновид цього захворювання — набуту гемофілію. Вона виникає за умови, що імунна система людини атакує фактори згортання крові. Це може бути пов'язано з вагітністю, аутоімунними патологіями, пухлинами та розсіяним склерозом. У таких випадках утворюються антитіла до білків, які відповідають за коагуляцію, здебільшого до фактора VIII.
Зазвичай хвороба вражає чоловіків, жінки є носіями дефектного алеля гену без проявів захворювання, але можуть передавати мутацію нащадкам.
Гемофілія А вражає приблизно 1 на 5000-10 000, тоді як гемофілія B вражає приблизно 1 на 40 000, чоловіків при народженні. Оскільки гемофілія A і B є рецесивними порушеннями, пов'язаними з X-хромосомою, жінки рідко потерпають серйозно. Деякі жінки з нефункціональним геном на одній із Х-хромосом можуть мати слабку симптоматику. Гемофілія С зустрічається однаково в обох статей і в основному — у євреїв Ашкеназі. Різниця між гемофілією A і B була визначена в 1952 р.
У 1800-х роках гемофілія B була поширеною серед королівських сімей Європи. Мабуть, найвідомішим носієм гемофілії в історії вважається королева Вікторія: мутація в її генотипі відбулася de novo, оскільки в сім'ях її батьків гемофіліки не згадувалися. Гемофілія також бул в одного із синів Вікторії, Леопольда Георга Дункана Альберта, а також у декого з внуків і правнуків, які успадкували захворювання по материнській лінії.

## Симптоми
Виділяють такі симптоми гемофілії:
- Загальні: слабкість, ортостазис (гіпотензія при вертикальному положенні тіла), тахікардія, тахіпное.
- Скелетно-м'язові: кольки, біль, тріск, жар, скутість у суглобах.
- ЦНС: головний біль, ригідність потиличних м'язів, блювання, млявість, дратівливість та синдром ураження спинного мозку.
- ШКТ: гематемезис (кривава блювота), мелена (дьогтьоподібний кал), виділення яскравої червоної крові з прямої кишки, біль у животі.
- Урогенітальні: гематурія, ниркова коліка.
- Інші: носові кровотечі, кровотечі у слизових оболонках ротової порожнини, кровохаркання, задишки (гематоми призводять до обструкції дихальних шляхів), надмірна кровотеча після проведення рутинних стоматологічних процедур тощо.

Прояви гемофілії варіюють залежно від ступеня недостатності факторів згортання крові: при помірному дефіциті кровотеча може виникати тільки після хірургічного втручання або травми, при суттєвій їх недостатності пацієнту загрожують серйозні спонтанні (неконтрольовані) кровотечі та внутрішні крововиливи.
Ознаки спонтанних кровотеч та/або гемофілії можуть бути такими:
- Надмірна кровотеча від незначних порізів або травм, або після операції та/або стоматологічної процедури, після вакцинації тощо.
- Велика кількість гематом (синців), походження яких не має очевидного пояснення.
- Біль, набряк та/або скутість у суглобах.
- Кров у сечі або калі.
- Носова кровотеча без видимої причини
- Незрозуміла дратівливість (у немовлят).

## Діагностика
Щоб встановити діагноз гемофілії, зазвичай потрібно провести кілька досліджень крові:
- Загальний аналіз крові, котрий надасть лікарям дані про кількість основних клітин крові.
- Протромбіновий час і активований частковий тромбопластиновий час — обидва ці тести показують час, який потрібно для утворення згустку крові.
- Визначення активності фактора VIII і фактора IX (для гемофілій A та B) — ці показники дозволяють визначити можливий дефіцит важливих факторів зсідання крові, їх дефекти (імунологічні, структурні).

Зокрема нормальні значення аналізів для фактора VIII становлять 50-150 % активності. При гемофілії А та B активність змінюється, відповідно опираючись на такі дані визначають ступінь важкості захворювання:
- Легка форма захворювання (активність становить > 5 % від норми)
- Помірна форма (активність становить 1-5 % від норми)
- Тяжка форма, коли активність фактора зсідання критично мала (активність становить < 1 % від норми)

## Ускладнення
Найтиповішими ускладненнями гемофілії є:
- Глибока внутрішня кровотеча
- Пошкодження суглобів від гемартрозів (т. зв. «гемофільна артропатія»)
- Інфікування через перелиту кров при гемотрансфузії
- Побічні реакції на лікування фактором згортання
- Внутрішньочерепні крововиливи

## Лікування
Гемофілія в переважній кількості випадків — спадкова хвороба, котра на сьогодні не лікується остаточно, тобто першопричина її неусувна. Традиційна (профілактична) терапія гемофілії передбачає регулярне внутрішньовенне введення замісної терапії — специфічних факторів згортання крові (відповідно до типу захворювання), які отримують із донорської крові. В Україні такі препарати мають закуповуватися за кошти держави й входять до переліку орфанних захворювань.
Профілактична терапія проводиться як регулярно, так і на вимогу. У певної частини пацієнтів унаслідок постійного введення факторів зсідання крові виникає імунна реакція: антитіла пацієнта атакують фактори згортання. Цей стан класифікується як інгібіторна форма гемофілії, котра вимагає або частішого введення препаратів замісної терапії, або застосування іншого класу лікарських засобів — обхідних агентів. У деяких випадках для подолання резистентності при інгібіторній гемофілії проводиться індукція імунної толерантності.
Базова терапія є замісною.
Лікарські засоби для лікування:
- гемофілії А
  - Ліофілізований фактор VIII плазматичний
  - Рекомбінантний фактор VIII (наприклад, мороктоког альфа)
  - Концентрат протромбінового комплексу
  - Рекомбінантний активований фактор VIIa (ептаког альфа)
  - Кріопреципітат
  - Свіжозаморожена плазма
  - Амінокапронова кислота, Транексамова кислота[14]
  - Еміцизумаб
- гемофілії B
  - Свіжозаморожена плазма
  - Концентрат протромбінового комплексу
  - Рекомбінантний фактор VIIa
- Інші препарати:
  - Фібриноген
  - Десмопресин
  - Арахіс культурний

Інші методи лікування:
- Плазмаферез
- Гемодіаліз

На момент закінчення 2018 року можна виділити три варіанти лікування гемофілії, що направлені на попередження спонтанних кровотеч та/або крововиливів:
1. Застосування препаратів на основі факторів згортання крові (VIII чи IX при гемофілії А чи В відповідно).
2. Застосування обхідних (шунтуючих) агентів (як самостійно, так і в комбінації із факторами згортання крові)[15].
3. Застосування препаратів на основі моноклональних антитіл, наприклад, еміцизумабу, що імітує дію фактору VIII (лише при гемофілії А).

Кожен із варіантів такої терапії має недоліки та переваги, пов'язані передусім із вартістю препаратів та частотою та зручністю введення (тобто якістю життя хворого). Проте за умови задовільного контролю захворювання пацієнти отримують можливість жити повноцінним життям і, що найголовніше, уникають ризику інвалідизації та смерті.

## Всесвітній день гемофілії
17 квітня 1989 року ВООЗ[джерело?] та Всесвітня федерація гемофілії запровадили Всесвітній день гемофілії, з метою:
- привернути увагу світової громадськості до проблем, з якими стикаються хворі на гемофілію
- підвищити обізнаність про це спадкове захворювання